# Зеленоглазое такси
«Зеленогла́зое такси́» — советская песня, написанная в 1987 году композитором Олегом Квашой и поэтом Валерием Панфиловым. «Зеленоглазым» такси названо за характерный небольшой фонарь зелёного цвета, который устанавливался с внутренней стороны лобового стекла такси и означавший, что машина свободна.

## История создания
Изначально песню исполнял сам Олег Кваша. В 1988 году фирма «Мелодия» решила выпустить диск-гигант, на котором каждая эстрадная звезда должна была спеть по две песни Олега Кваши. Песня «Зеленоглазое такси» досталась Михаилу Боярскому, которым она была записана в ноябре 1987 года.
Песня понравилась Алле Пугачёвой, но так как она уже исполняла песню «Крысолов», а в качестве второй песни была выбрана заглавная песня диска «Каждый возьмёт своё», Пугачёвой в исполнении было отказано. В свою очередь, самому Боярскому в 1988 году редакцией Центрального телевидения было отказано в участии во Всесоюзном телевизионном фестивале «Песня-88» с его версией песни «Зеленоглазое такси» с формулировкой «очень заунывная, невыразительная, вгоняющая в сон». За год до этого (в 1986 году) Михаил Боярский уже записал одну песню Олега Кваши на стихи Валерия Панфилова, называлась она «Горбун». Изначально эту вещь забраковал худсовет: чиновникам показалось, что название похоже на фамилию Горбачёв. Песню разрешили исполнять только после распада СССР.

## Скандал с белорусской группой «Ляпис Трубецкой»
В середине 1990-х годов группа «Ляпис Трубецкой» сделала незаконную переработку «Зеленоглазого такси». Олег Кваша не придал этому значения, посчитав, что это пародия.
Затем, после успеха альбома «Ты кинула», студия «Союз» стала требовать от группы новый альбом. Они решили переиздать свои старые записи в сборнике «Любови капец: архивные записи» (1998) и обратились к автору за правами на песню. Но в это время Олег Кваша готовил «Танцевальный проект Kvasha», в котором акцент ставился на «Зеленоглазое такси». Поэтому группе «Ляпис Трубецкой» было разрешено исполнять песню только на концертах без права издания на диске.
Не сдержав слово, «Ляпис Трубецкой» записала альбом с этой песней и выступила с ней на новогоднем «Огоньке» на ОРТ. В итоге через «Российское авторское общество» Олег Кваша подал сразу четыре иска
. В качестве компенсации Константин Эрнст выпустил в эфир клип «Зеленоглазое такси» (реж. Виталий Мухамедзянов).

## Ремикс Global Deejays
Изначально ремикс на «Зеленоглазое такси» планировался с молдавской группой O-Zone, но, пока автор вёл переговоры, группа прекратила существование. В марте 2006 года компания «Мегалайнер», которая представляла интересы O-Zone в России, свела Олега Квашу с австрийской группой Global Deejays. Голос для ремикса выбирали из многих вариантов, но в итоге Global Deejays предпочли голос Олега Кваши из альбома 2000 года «Танцевальный проект Kvasha». В январе 2007 года их ремикс вышел в эфир. Данный ремикс можно было услышать на внутриигровой радиостанции Vladivоstok FM в игре Grand Theft Auto IV.

## Английская версия F. R. David
В 2007 году по приглашению Иосифа Пригожина для участия в проекте НТВ «Ты — суперстар!» в Россию приезжал французский певец F. R. David. Для выступления в качестве одной из песен было выбрано «Зеленоглазое такси». Перевод на английский сделали в Москве, а после эфира права на песню и на перевод официально приобрела английская компания «Attack Concert». Песня присутствует на альбоме певца Numbers 2008 года в двух вариантах: студийном и ремиксе для «Авторадио».

## Версия группы Brazzaville
В 2009 году американская группа Brazzaville записала свою кавер-версию песни на английском языке под названием «Green Eyed Taxi», представив её в Зеленоградском детском доме.

## Кавер-версия Александра Пушного
12 декабря 2007 года Александром Пушным
была представлена кавер-версия песни «Зеленоглазое такси», написанная в стиле немецкой метал-группы Rammstein «Du Taxi mit den Augen grün».

## Версия Жоры Крыжовникова
В кинокомедии «Самый лучший день» 2015 года, снятой режиссёром Жорой Крыжовниковым, была представлена необычная версия песни «Зеленоглазое такси», которая, по мнению экспертов, содержит элементы психоделики и экзистенциальности.
Песня исполняется сперва мужским голосом непрофессионального певца (Сергей Лавыгин), далее женским голосом (Ольга Серябкина); причём мужской голос был под музыку 80-х, а женский — под ремикс Global Deejays.
В видеоряде версии присутствуют сцены со множеством обнажённых мужчин, танцующих под дождём, а также анимация изображений женщин на мужской одежде, плакатах и постерах из журналов.

## Версия IOWA и RSAC
В 2021 году известные исполнители IOWA и RSAC выпустили кавер-версию песни и клип совместно с такси-сервисом «Яндекс. Такси»